# Muzala Samukonga
Muzala Samukonga (Lusaka, 9 de diciembre de 2002) es un militar y deportista zambiano que compite en atletismo, especialista en las carreras de velocidad. Participó en los Juegos Olímpicos de París 2024, obteniendo una medalla de bronce en la prueba de 400 m.
Fue el abanderado de Zambia en la ceremonia de apertura de los Juegos Olímpicos de París 2024 junto con la boxeadora Margaret Tembo.

## Palmarés internacional
| Juegos Olímpicos | Juegos Olímpicos | Juegos Olímpicos  | Juegos Olímpicos |
| Año              | Lugar            | Medalla           | Prueba           |
| ---------------- | ---------------- | ----------------- | ---------------- |
| 2024             | París (Francia)  | Medalla de bronce | 400 m            |